# 秦島麻呂
秦 島麻呂（はた の しままろ）は、奈良時代の貴族。氏姓は秦下のち太秦公、太秦公忌寸。官位は従四位下・長門守。

## 経歴
聖武朝の天平12年（740年）平城京から恭仁宮に遷都されると、天平14年（742年）造宮録として恭仁京の垣を築造したことを賞されて、正八位下から十三階昇進となる従四位下に叙せられて、太秦公姓の賜姓を受けると共に、銭100貫・絁100疋・布200端・綿200屯を与えられた。のち、造宮輔に昇格し、天平17年（745年）恭仁宮に派遣されて掃除を行っている。
天平19年（747年）3月に長門守に任ぜられるが、同年6月4日卒去。最終官位は長門国守従四位下。

## 官歴
注記のないものは『続日本紀』による。
- 時期不詳：正八位下
- 天平10年（738年） 日付不詳：見東史生[3]
- 時期不詳：造宮録
- 天平14年（742年） 8月5日：従四位下。秦下から太秦公に改姓。賜銭100貫・絁100疋・布200端・綿200屯（恭仁大宮垣築造労）
- 天平17年（745年） 5月3日：見造宮輔
- 時期不詳：公姓から忌寸姓に改姓
- 天平19年（747年） 3月10日：長門守。6月4日：卒去（長門国守従四位下）

## 系譜
- 父：不詳
- 母：不詳
- 妻：不詳
  - 女子：藤原小黒麻呂室[4]